# Дебреше
Дебреше или Дебреш (на македонска литературна норма: Дебреше; на албански: Debreshi) е село в Северна Македония, в община Гостивар.

## География
Селото е разположено в областта Горни Полог на два километра северозападно от град Гостивар в подножието на Шар (масива Враца).

## История
В обобщен списък на джизието на немюсюлманите от вилаета Калканделен от 18 юли 1628 година Дебреше е отбелязано като село с 54 ханета (домакинства).
В началото на ΧΙΧ век Дебреше е смесено село в Гостиварска нахия на Тетовска кааза на Османската империя. Андрей Стоянов, учителствал в Тетово от 1886 до 1894 година, пише за селото:
| „ | С. Дебреше. — Край политѣ на Шаръ-планина е и има около си добра дѫбова гора. Дебреше има 1 джамия и около селото и изъ него 17 църковища, между които по-извѣстни сѫ: Св. Димитръ, Пр. Богородица, Вознесение. Св. Георги и пр. Въ днитѣ на покровителитѣ на бившитѣ църкви българитѣ до скоро клали курбани при църковища си, а отъ нѣколко години насамъ, поради нѣкои незгодности, колението курбанъ е оставено и при църковищата се извършва само водосвятъ, подиръ което селенитѣ похапнуватъ отъ донесенитѣ съ тѣхъ готови ястия. | “ |

Според статистиката на Васил Кънчов („Македония. Етнография и статистика“) в 1900 година Дебреше има 300 жители българи християни, 365 турци и 140 арнаути мохамедани.
Повечето християнски жители на селото са под върховенството на Българската екзархия.
| „ | В селото ни Дебрени, нямайки никаква черква, отнесохме се до местното правителство с молба да ни позволи да направим до гробищата един параклис, което и ни се разреши. Обаче, след като съградихме параклиса и бяхме почнали да го покриваме с керемиди, и когато вече бяхме похарчили около 80 лири, турското население разтури една част от параклиса. По повод на това оплакахме се на властта, но последната не само не наказа провинилите се, а забрани и на майсторите да работят та по такъв начин параклисът ни остана недовършен. Молим нужното разрешение за доизкарването на параклиса, понеже нямаме къде да извършваме религиозните си обреди. От името на българското население в с. Дебрени(Дебреше) Гостиварско свещеник Василий Телеграма изпратена до Председателя на Парламента по спорните черкви и училища в Македония и Одринско. | “ |

Според патриаршеския митрополит Фирмилиан в 1902 година в селото има 20 сръбски патриаршистки къщи. Според секретаря на екзархията Димитър Мишев („La Macédoine et sa Population Chrétienne“) в 1905 година в Дебреше има 304 българи екзархисти и 40 българи патриаршисти сърбомани. Според секретен доклад на българското консулство в Скопие 12 от 40 християнски къщи (от общо 150 къщи) в селото през 1906 година под натиска на сръбската пропаганда в Македония признават Цариградската патриаршия.
При избухването на Балканската война в 1912 година 4 души от Дебреше са доброволци в Македоно-одринското опълчение. След Междусъюзническата война в 1913 година селото остава в Сърбия.
Според Афанасий Селишчев в 1929 година Дебреше е село в Зубовска община в Горноположкия срез и има 174 къщи с 1198 жители българи и албанци.
Според преброяването от 2002 година селото има 4847 жители.
| Националност | Всичко |
| македонци    | 93     |
| албанци      | 4739   |
| турци        | 2      |
| роми         | 0      |
| власи        | 0      |
| сърби        | 0      |
| бошняци      | 1      |
| други        | 12     |

## Личности
Родени в Дебреше
- Аднан Яшари (р. 1965), политик от Северна Македония, депутат от Демократичния съюз за интеграция
- Андрея Якович Боев, македоно-одрински опълченец ; 1-а рота на 2-а Скопска дружина; 1.X.1912 г. - неизвестно.[11]
- Васил Димитров Антонов, македоно-одрински опълченец; 30-годишен; хлебар; I отделение; 1-а рота на 2-а Скопска дружина; неизвестно - 26.I.1913 г. убит[12]
- Зафир Серафимов (1865-1935) кмет на селото.
- Мерджан Ефтимов, македоно-одрински опълченец; 1-а рота на 2-а Скопска дружина; 20.IX.1912 г. - неизвестно.[13]
- Саве Ефтимов Георгиев, македоно-одрински опълченец; 25-годишен; 1-а рота на 2-а Скопска дружина; 20.IX.1912 г. - 26.I.1913 г. починал.[14]